# Sól Mohra
Sól Mohra, (NH
4)
2Fe(SO
4)
2 – nieorganiczny związek chemiczny, sól podwójna kwasu siarkowego, amoniaku i żelaza na II stopniu utlenienia. Zarówno sama sól, jak i jej wodne roztwory, są względnie odporne na utlenianie żelaza(II) do stopnia utlenienia III. Przypisuje się to obniżeniu pH roztworu przez ulegające hydrolizie jony amonowe.
W temperaturze pokojowej związek ten tworzy zielonkawe kryształy heksahydratu, łatwo rozpuszczalne w wodzie. Jest stosowany w chemii analitycznej jako odczynnik redukujący przy miareczkowaniu redoks oraz jako wygodne, stabilne źródło żelaza(II).
Odkrywcą tej soli jest Karl Friedrich Mohr.